# Lipotriches kangrae
Lipotriches kangrae är en biart som först beskrevs av Nurse 1904.  Lipotriches kangrae ingår i släktet Lipotriches och familjen vägbin. Inga underarter finns listade i Catalogue of Life.